# 神村友征
神村 友征（かみむら ともゆき、1980年8月29日 - ）は、日本の映画監督。

## 来歴・人物
愛知県知多市生まれ。日本映画学校卒業。脚本家・渡辺千明に師事し、脚本を学ぶ。その後、映像制作会社らんくうを設立。
2014年、短編映画「後ろむきの青」で知多半島映画祭準グランプリなどを獲得。2015年、「夏ノ日、君ノ声」で劇場用長篇映画監督としてデビューしている。

## 作品
夏ノ日、君ノ声
2015年10月24日公開
（出演：葉山奨之、荒川ちか、古畑星夏、大口兼悟、松本若菜）
初恋スケッチ〜まいっちんぐマチコ先生〜
2018年9月8日公開
（出演：大澤玲美、村上純（しずる）、池田一真（しずる）、関町知弘（ライス）、華村あすか、増田有華）
青春カレードスコープ「明日きっともっと」
2019年8月24日公開
（出演：みおり（じゅじゅ）、田中美麗、宮澤佑、和久井雅子、寺田安裕香、白石みずほ、川連廣明、溝呂木賢）
さよならモノトーン
2023年10月6日公開
（出演：中田圭祐、大原優乃、岐洲匠、中沢元起、三原羽衣、細山田隆人、川連廣明、池津祥子、山口香緒里、木村知貴